# Haruma Miura
Haruma Miura (三浦 春馬?, Miura Haruma; Tsuchiura, 5 aprile 1990 – Tokyo, 18 luglio 2020) è stato un attore e cantante giapponese.
Faceva parte dell'agenzia Amuse ed era stato uno dei tre membri del gruppo musicale j-pop Brash Brats, attualmente inattivo. Il 18 luglio 2020 si è suicidato nella sua casa.

## Carriera
Entra a far parte del mondo televisivo nel 1997, a sette anni, nella serie televisiva della NHK Agri. Dopo aver già dato prova di sé facendosi apprezzare nel dorama 14-sai no haha: aisuru tame ni umarete kita, dove interpreta Satoshi Kirino, un quindicenne che mette incinta la quattordicenne Miki Ichinose, interpretata da Mirai Shida, e nel film Akihabara@Deep, viene definitivamente lanciato nel 2007 con il film Koizora, basato su una popolare cell phone novel. Ai Awards of the Japanese Academy del 2008 vince nella categoria miglior attore esordiente per il ruolo nel film. Lo stesso anno recita nel film Negative Happy Chainsaw Edge accanto ad Hayato Ichihara.
Nel 2008 si ritrova accanto all'attrice Juri Ueno nel film Naoko, dove vince nella categoria Sponichi Grand Prix New Talent Award ai Mainichi Film Concours del 2009 per il ruolo nel film. In seguito prende parte alla terza stagione di Gokusen come uno dei principali personaggi di supporto e a Binbō danshi a fianco di Shun Oguri. Dal 2008 al 2010 è il protagonista Fujimaru Takagi in Bloody Monday accanto al collega e amico Takeru Satō: dove interpreta un hacker geek figlio di un poliziotto che cerca d'impedire l'immissione nell'ambiente (da parte di un'organizzazione terroristica) di un virus biologico altamente tossico.
Nel 2009 interpreta un samurai molto originale e scapestrato nella serie Samurai High School, e partecipa al film Crows Zero II sempre insieme a Shun Oguri, nonché al film Gokusen: The Movie, in cui riprese il ruolo sostenuto nella terza stagione dell'omonimo dorama. Recita anche per la prima volta a teatro nell'opera Hoshi no daichi ni furu namida.
Nel 2010 recita nel live action del manga di Karuho Shiina, Arrivare a te intitolato Kimi ni todoke, dove interpreta Shōta Kazehaya, accanto a Mikako Tabe. Nel 2011 recita nel dorama Taisetsu na koto wa subete kimi ga oshiete kureta dove interpreta un giovane insegnante di liceo "sedotto" da una delle sue studentesse, poi nel film Tōkyō Kōen e nel dorama Hi wa mata noboru dove interpreta un cadetto in un'accademia di polizia. Nella 2013 recita nel dorama Last Cinderella nel ruolo di un ventitreenne gigolò che intraprende una relazione con una donna di 39 anni. Nello stesso anno fa parte nel cast dei doppiatori del film d'animazione Capitan Harlock, dando la voce all'antagonista Yama e ancora una volta affiancato a Shun Oguri. Per questo ruolo, nel 2014 partecipa come invitato insieme a Leiji Matsumoto alla mostra del cinema di Venezia a settembre. Nel 2014 è il protagonista Takuto Sawada della serie televisiva Boku no ita jikan.
Nel 2015 ha interpretato Val Xavier nel dramma teatrale di Tennessee Williams La discesa di Orfeo, mentre nel 2016 recita nel ruolo della drag queen Lola del musical di Cyndi Lauper Kinky Boots. Nel 2015 interpreta il protagonista Eren Jaeger del manga L'attacco dei giganti di Hajime Isayama nei due film live action Shingeki no kyojin - Attack on Titan e Shingeki no kyojin - Attack on Titan: End of the World. Nel 2019 torna sulle scene in un adattamento teatrale di Delitto e castigo, in cui interpreta il protagonista Rodion Romanovič Raskol'nikov. In estate intraprende una carriera da cantante solista, con il primo singolo Fight for Your Heart. Nel 2020 interpreta il protagonista del musical di Andrew Lloyd Webber Whistle Down the Wind al Nissay Theatre di Tokyo. Il 24 luglio viene pubblicato postumo il secondo singolo, Night Diver.

### Vita privata
Si era diplomato alla Horikoshi High School il 19 febbraio 2009, era un fan del duo musicale Yuzu, suonava la chitarra, gli piaceva il calcio e il suo manga preferito era Hajime no Ippo.
Il suo migliore amico era il collega d'agenzia Takeru Satō. Nell'estate del 2009, intrapresero insieme un viaggio negli USA, riportato in un DVD in vendita l'anno seguente. Nel 2011 si recarono, nuovamente insieme, in Borneo. Ha avuto una relazione con la ballerina e coreografa Koharu Sugawara da settembre 2016 al novembre 2017.

### Morte
È stato trovato morto impiccato nella sua casa di Minato il 18 luglio 2020, e vista la presenza di un biglietto d'addio, la morte è stata considerata un suicidio dalla polizia.

## Filmografia

### Cinema
- Kinyū fushoku rettō: jubaku (金融腐蝕列島 呪縛?), regia di Masato Harada (1999)
- Sennen no koi - Hikaru Genji monogatari (千年の恋 ひかる源氏物語?), regia di Tonko Horikawa (2001)
- Mori no gakkō (森の学校?), regia di Yoshiharu Nishigaki (2002)
- Catch a Wave (キャッチ ア ウェーブ?), regia di Nobuyuki Takahashi (2006)
- Akihabara@Deep (アキハバラ＠ＤＥＥＰ?), regia di Takashi Minamoto (2006)
- Children (ＣＨｉＬＤＲＥＮ チルドレン?), regia di Takashi Minamoto (2006)
- Negative Happy Chain Saw Edge ( ネガティブハッピー・チェーンソーエッヂ?), regia di Takuji Kitamura (2007)
- Koizora (恋空?), regia di Natsuki Imai (2007)
- Naoko ( 奈緒子?), regia di Tomoyuki Furuyama (2008)
- Crows Zero II (クローズZERO 2?), regia di Takashi Miike (2009)
- Gokusen: The Movie (ごくせん THE MOVIE?), regia di Toya Sato (2009)
- Kimi ni todoke (君に届け?), regia di Naoto Kumazawa (2010)
- Tōkyō Kōen (東京公園?), regia di Shinji Aoyama (2011)
- Eien no Zero (永遠の0?), regia di Takashi Yamazaki (2013)
- Mayonaka no gofun mae (真夜中の五分前?), regia di Isao Yukisada (2014)
- Shingeki no kyojin - Attack on Titan (進撃の巨人 ATTACK ON TITAN?), regia di Shinji Higuchi (2015)
- Shingeki no kyojin - Attack on Titan: End of the World (進撃の巨人 ATTACK ON TITAN エンド オブ ザ ワールド?), regia di Shinji Higuchi (2015)
- Sunny: tsuyoi kimochi tsuyoi ai (SUNNY 強い気持ち・強い愛?), regia di Hitoshi Ōne (2018)
- Gintama 2: okite wa yaburu tame ni koso aru (銀魂2 掟は破るためにこそある?), regia di Yūichi Fukuda (2018)
- Konna yofuke ni banana kayo: kanashiki jitsuwa (こんな夜更けにバナナかよ 愛しき実話?), regia di Tetsu Maeda (2018)
- The Confidence Man JP: The Movie (コンフィデンスマンJP: The Movie?), regia di Ryo Tanaka (2019)
- Aine kuraine nahatomujiku (アイネクライネナハトムジーク?), regia di Rikiya Imaizumi (2019)
- The Confidence Man JP: Episode of the Princess (コンフィデンスマンJP プリンセス編?), regia di Ryo Tanaka (2020)
- Tengaramon (天外者?), regia di Mitsutoshi Tanaka (2020)
- Brave: Gunjyo senki (ブレイブ 群青戦記?), regia di Katsuyuki Motohiro (2021)
- Taiyō no ko (太陽の子?), regia di Hiroshi Kurosaki (2021)

### Televisione
- Agri (あぐり?) – serie TV (1997)
- Manatsu no Merry Christmas (真夏のメリークリスマス?) – serie TV (2000)
- Sleep in the Rain (雨に眠れ?) – film TV (2000)
- Ninjo shigure machi (人情しぐれ町?) – serie TV (2001)
- Musashi Miyamoto (宮本武蔵?) – film TV (2001)
- Musashi (武蔵?) – serie TV (2003)
- Ima ai ni yukimasu (いま、会いにゆきます?) – serie TV (2005)
- Fight (ファイト?) – serie TV (2005)
- Komyo ga tsuji (功名が辻?) – serie TV (2006)
- Unfair (アンフェア?) – serie TV (2006)
- Children (チルドレン?) – serie TV (2006)
- 14-sai no haha: aisuru tame ni umarete kita (才の母 ～愛するために生まれてきた～?) – serie TV (2006)
- Binbō danshi (ボンビーメン?) – serie TV (2008)
- Galileo: Episode Zero (ガリレオΦ?) – film TV (2008)
- Gokusen (ごくせん?) – serie TV (2008)
- Bloody Monday (ブラッディ・マンデイ?) – serie TV (2008-2010)
- Gokusen Graduation Special '09 (ごくせん 卒業スペシャル’０９?) – film TV (2009)
- Samurai High School (サムライ・ハイスクール?) – serie TV (2009)
- Taisetsu na koto wa subete kimi ga oshiete kureta (大切なことはすべて君が教えてくれた?) – serie TV (2011)
- Hi wa mata noboru (陽はまた昇る?) – serie TV (2011)
- Mokuyo gekijyo Higashino Keigo Mistery (東野圭吾ミステリーズ?) – serie TV (2012)
- Last Cinderella (ラスト シンデレラ?) – serie TV (2013)
- Boku no ita jikan (僕のいた時間?) – serie TV (2014)
- Satsujin hensachi 70 (殺人偏差値70?) – film TV (2014)
- Watashi wo hanasanaide (わたしを離さないで?) – serie TV (2016)
- Onna jōshu Naotora (おんな城主 直虎?) – serie TV (2017)
- Otona koukou (オトナ高校?) – serie TV (2017)
- Dying Eye (ダイイング・アイ?) – serie TV (2019)
- Two Weeks – serie TV (2019)
- Okane no kireme ga koi no hajimari (おカネの切れ目が恋のはじまり?) – serie TV (2020)

### Doppiaggio
- Yama in Capitan Harlock (2013)

### Pubblicità
- Benesse Corporation (2005)
- Circle K Sunkus - Funwari Sandwich (2006)
- Puchi (2008)
- Sega Amusement Image Character (2008)
- Bourbon - Puchishirizu (2008)
- Ito En - O~i Ocha (2008)
- CASIO Computer 「EXILIM」 (2009)
- Shiseido 「Uno FOG BAR」 (2009)
- FACIL Contact Lens (2009)
- Tokyo-Mitsubishi UFJ Bank (2009)
- Puchi - Campaign (2009)
- Puchi - Arubaito (2009)
- Ito En - O～i Ocha New Tea (2009)
- Bourbon - Puchishirizu Part 2 (2009)
- Ajinomoto's Knorr Cup Soup (2010)
- Monster Hunter Portable 3rd (2010)
- O～i Ocha New Tea 「いっきに芽吹く」 (2010)
- Crymson 「RUSS-K」 (2010)
- JR East Japan Railway Company 「MY FIRST AOMORI」 Campaign (2010)
- REGZA Phone IS04 (2011)

## Discografia

### Singoli
- 2019 – Fight for Your Heart
- 2020 – Night Diver

## Videografia
- 2007 – Greeeen - Be Free
- 2008 – Yuzu - Umaku ienai
- 2013 – C&K - Mikan Heart
- 2014	 – Nico Touches the Walls - Bakemono
- 2017	 – Yū Takahashi - Reportage

## Teatro
- Hoshi no daichi ni furu namida (星の大地に降る涙?) (2009)
- Kaitō Seven (海盗セブン?) (2012)
- Zipang Punk Goemon Rock III (2012)
- La discesa di Orfeo (2015)
- Kinky Boots (2016)
- Delitto e castigo (2019)
- Whistle Down the Wind (2020)

## Premi e riconoscimenti
- 2008 - Awards of the Japanese Academy
  - Vinto - Newcomer of the Year per Koizora[10]
- 2009 - Elan d'or Awards
  - Vinto - Newcomer of the Year[48]
- 2009 - Mainichi Film Concours
  - Vinto - Sponichi Grand Prix New Talent Award per Naoko[49][50]
- 2014 - Galaxy Award	
  - Vinto - Individual Award per Last Cinderella e Boku no ita jikan[51][52]
- 2015 - Awards of the Japanese Academy
  - Candidatura - Best Supporting Actor per Eien no Zero[53]
- 2017 - Japan Jewelry
  - Vinto - Best Dresser Award[54]
- 2017 - Yomiuri Theater Award[55][56]
  - Vinto - Best Actor Award per Kinky Boots
  - Vinto - Haruko Sugimura Award per 	Kinky Boots
- 2019 - Seoul International Drama Award
  - Vinto - Asia Star Award per Two Weeks[57][58]

## Libri fotografici
- Tabun (たぶん。?), Wani Books, 2007, ISBN 978-4-8470-4051-1
- Letters, Shufu to Seikatsu-sha, 2008, ISBN 978-4-3911-3695-1
- Switch, Magazine House, 2010, ISBN 978-4-8387-2042-2
- Fureru (ふれる?), Magazine House, 2015, ISBN 978-4-8387-2667-7
- Nihonsei (日本製?), Wani Books, 2020, ISBN 978-4-8470-8281-8 (regular version)
- Nihonsei (日本製?), Wani Books, 2020, ISBN 978-4-8470-8280-1 (with documentary photobook)